# Ремхинген
Ремхинген (нем. Remchingen) — община в Германии, в земле Баден-Вюртемберг. 
Подчиняется административному округу Карлсруэ. Входит в состав района Энц.  Население составляет 11 713 человек (на 31 декабря 2010 года). Занимает площадь 24,06 км².

## Культура и искусство
Через бывший муниципалитет Вилфердинген проходит один из экскурсионных маршрутов из Мангейма к Мемориалу Берты Бенц, изобилующий достопримечательностями.
В центре бывшего муниципалитета Ноттинген располагаются впечатляющие фахверковые дома.
Так же в Ноттингене вырос инженер Иоганн Готфрид Тулла, который известен своей работой над проектом по «выпрямлению» Рейна.
Помимо этого Ноттинген является одним из мест проведения раскопок, в результате которых сделаны значительные находки времён римского периода. Места раскопок можно увидеть в районе церкви и в Ноттинген Раннтал. Многие экспонаты раскопок находятся в местном музее. Сама церковь в Ноттингене в нижней своей части, возможно, является остатками римской сторожевой башни.
В районе Ниемандсберга на окраине Вилфердингена расположены археологические раскопки древнего римского дома, который в 2009 году накрыли стеклянной крышкой, для возможности демонстрации и сохранения. В Вилфердингене так же обнаружены останки римской дороги.
Примером современного искусства является фонтан-скульптура прачки, который был изготовлен известной художницей Хельгой Сауваго, и по мотивам этого фонтана на местном литейном производстве отливают статуэтки-сувениры.

### Спорт
Футбольный клуб Ноттинген, организованный жителями района, играл в сезоне 2004 года в Южном Регионе. ФК Алемании из Вилфердингена играет в национальной футбольной лиги в регионе Миттелбаден.
Развивается велоспорт, гимнастка и теннис, поддержку которого осуществляет местный теннисный клуб.

### Музыка
Из Ремхингена происходит народная панк-группа Across the border. Также функционируют разнообразные музыкальные школы, хоры и клубы.